# Norrtåg
Norrtåg AB är ett svenskt aktiebolag som organiserar och upphandlar persontågstrafik i Sveriges fyra nordligaste län. Bolaget ägs av länens regionala kollektivtrafikmyndigheter. En serviceanläggning för tågen finns i Umeå.

## Historia
En intresseförening, Norrtåg, bildades i maj 2001 av fyra landsting (Västernorrland, Jämtland, Västerbotten och Norrbotten), fem länstrafikbolag och de flesta kommunerna i Norrland samt organisationen Norrbotniabanan. Organisationen utredde och understödde aktivt de regionala trafikeringsprocesserna.
Riksdagen beslutade i maj 2006 om Norrtågsförsöket som ger de fyra nordliga länen rätt att trafikera och samordna trafiken inom och mellan länen samt att från Rikstrafiken, numera Trafikverket, överta kontrakten för den upphandlade regionala tågtrafiken. Den 29 februari 2008 bildades ur intresseföreningen aktiebolaget Norrtåg AB. Intresseföreningen finns kvar och fortsätter sin verksamhet med utredningar och lobbyverksamhet.

## Operatörer
Den 26 april 2010 vann det nystartade bolaget Botniatåg AB den första trafikupphandlingen. Bolaget var samägt av SJ och ett dotterbolag till Deutsche Bahn. Kontraktet löpte på sex år fram till augusti 2016. I upphandlingen fanns även sträckorna Kiruna–Narvik, Luleå–Haparanda, Vännäs–Umeå samt Östersund–Trondheim med som optioner.
Efter ny upphandling blev Tågkompaniet, sedermera Vy Tåg, operatör för samtliga linjer och med option för Luleå–Haparanda. Avtalet gäller augusti 2016 till december 2025. Tågkompaniet tog över trafiken den 20 augusti 2016.
I december 2025 tar VR Sverige AB över som operatör med ett tioårigt avtal.

### Trafikhistoria
Den 28 augusti 2010 startade den första trafiken, även kallad tjuvstarten, mellan Umeå och Örnsköldsvik på den nya Botniabanan som trafikerades av ett hyrt Reginatåg. Senare hyrdes även ett andra tåg. Det kördes fem dubbelturer per dag. Det förekom trafikstörningar på grund av fel på fordonet, förvärrat av att närmaste verkstad var i Gävle och av problem med det nya signalsystemet ERTMS på banan.
Den 1 augusti 2011 tog Norrtåg över kontrakten från Trafikverket för Mittnabotåget som fortsatt kördes av Veolia till juni 2012 då Botniatåg tog över och av dagtågstrafiken på Malmbanan mellan Luleå och Kiruna där SJ Norrlandståg fortsatte att köra fram till mitten av 2013. Norrtåg har därmed ansvar för den regionala trafiken norr och väster om Sundsvall.
Den 13 augusti 2011 utökades trafiken med en ny linje mellan Umeå och Lycksele. Den 11 december 2011 startade den nya Vännäspendeln Umeå–Vännäs Samtidigt togs de fyra första av de 12 beställda X62-tågen som hyrs från Transitio i trafik på linjen Umeå–Örnsköldsvik.
Den 1 augusti 2012 utökades trafiken på linjen Umeå–Örnsköldsvik till att gå Umeå–Örnsköldsvik–Härnösand–Sundsvall. Därmed är trafiken i full gång på Botniabanan och Ådalsbanan.
Den 17 september 2012 startade trafiken mellan Umeå och Luleå samt så utökades även trafiken mellan Kiruna och Luleå samt mellan Sundsvall och Östersund. Därmed var all den ursprungligen planerade trafiken uppstartad.
Sedan 2011 mottar Norrtåg ett bidrag på drygt 500 miljoner kronor från dåvarande Rikstrafiken, numera Trafikverket, fram till 2021 med syfte att subventionera nationell kollektivtrafik.
Den 1 april 2021 startades en ny linje mellan Luleå och Haparanda, efter att järnvägsstationen i Haparanda renoverats och en ny järnvägsstation byggts i Kalix. När Finland har elektrifierat järnvägen mellan finska gränsen och staden Laurila, 20 km därifrån, något som förväntas vara klart 2024, möjliggör det även för passagerartrafik mellan Sverige och Finland med byte i Haparanda.
I april 2019 utökades trafiken mellan Luleå och Boden, då en ny pendeltågslinje startat. Dock hade linjen endast ett fåtal resande per avgång och linjen ställdes in i december 2022 på grund av lågt resande och dålig tidtabell.
I december 2022 ställdes trafiken Hällnäs–Lyckelse in tills vidare på grund av fordonsproblem med dieseltågen, vilket orsakat många inställda tåg och bussersättningar. Norrtåg har dock stort intresse av att återuppta linjen när järnvägen mellan Hällnäs och Lycksele elektrifierats.

## Annan trafik
Vid sidan av Norrtågs trafik körs nattågstrafiken Stockholm-Sundsvall-Duved av SJ och nattågstrafiken Stockholm-Sundsvall–Boden–Luleå/Kiruna–Narvik av Vy Tåg, i bägge fallen på uppdrag av Trafikverket. Dessutom kör SJ i egen regi dagtåg Stockholm-Sundsvall/Ljusdal–Duved och Stockholm–Sundsvall–Umeå samt nattåg Göteborg–Sundsvall–Duved/Umeå och nattåg Stockholm–Sundsvall–Umeå. 

## Trafik
Följande sträckor trafikeras:
| Sträcka                                            | Längd    | Stationer | Turer/ riktning/ dag | Fordonstyp |
| -------------------------------------------------- | -------- | --------- | -------------------- | ---------- |
| Luleå–Gällivare–Kiruna via Malmbanan               | 304 km   | 12        | 3                    | Regina     |
| Luleå–Boden–Kalix–Haparanda                        | 195 km   | 6         | 3                    | Regina     |
| Sundsvall–Östersund–Storlien via Mittbanan         | 359 km   | 25        | 9                    | X62        |
| Umeå–Boden–Luleå via Stambanan genom övre Norrland | 353 km   | 11        | 3                    | Regina     |
| Umeå–Vännäs–Hällnäs via banan Vännäs–Holmsund      | 81 km    | 3         | 15                   | X11        |
| Umeå–Örnsköldsvik–Sundsvall via Botniabanan        | 308 km   | 13        | 8-12                 | X62        |
|                                                    | 1 828 km | 58        |                      |            |

### Biljetter
Enkelbiljetter köps direkt ombord på tågen eller via operatören Vy Tågs försäljningskanaler.  Pendlarbiljetter (månadskort) säljs via Norrtågs hemsida eller app samt på respektive länstrafiks försäljningsställen. Länstrafikens pendlarkort gäller även på länsbussar. Det finns också reskort som laddas med pengar och kan användas för enkelresor med tåg eller buss i länet eller över länsgränser.

## Fordon
| Littera | Bild                               | STH  | Vagnar | Antal | Linjer                                                              |
| Littera | Bild                               | km/h | Vagnar | Antal | Linjer                                                              |
| ------- | ---------------------------------- | ---- | ------ | ----- | ------------------------------------------------------------------- |
| X11     | X11 electric multiple unit         | 140  | 2      | 3     | Umeå–Vännäs–Hällnäs                                                 |
| X52     | X52 Regina electric multiple unit  | 200  | 2      | 6     | Luleå–Gällivare–Kiruna Luleå–Boden–Kalix–Haparanda Umeå–Boden–Luleå |
| X62     | X62 Coradia electric multiple unit | 180  | 4      | 12    | Sundsvall–Östersund–Storlien Umeå–Örnsköldsvik–Sundsvall            |
| Y31     | Y31 Itino diesel railcar           | 140  | 2      | 1     | Umeå–Lycksele Nedlagd på obestämd tid sedan 2022                    |

X62 används på linjerna Umeå-Sundsvall och Sundsvall–Storlien. Norrtåg fortsätter tillsvidare att hyra de två Regina-tågen från Transitio som startade trafiken 2010/2011. Dessa Reginor är liksom X62 utrustade med ERTMS för trafik på sträckan Sundsvall–Umeå och Luleå-Haparanda. Reginorna kommer också att användas på sträckan Umeå–Luleå och Luleå–Kiruna. År 2019 tillkom tre ytterligare Reginatåg i Norrtågstrafiken. Dessa gick ursprungligen i Upptåget, men blev överflödiga när UL började ta emot leveransen av nya tågsätt.
Eftersom sträckan Hällnäs–Lycksele inte är elektrifierad användes tidigare dieselmotorvagnen Itino Y31 nummer 1429, som Norrtåg hyrde av Transitio.  Vid service av eller problem med Itinon hyrdes två Y1 av Inlandsbanan AB under en period.[när?] Senare[när?] trafikerades dieselsträckan Hällnäs–Lycksele endast vardagar, vilket gör att man kunde avlasta Itinomotorvagnen och trafikera sträckan Umeå–Vännäs–Hällnäs med elmotorvagnar på helger.
Norrtåg hyr även tre X11-enheter från Transitio. Dessa trafikerar framför allt pendellinjen Umeå–Vännäs-Hällnäs, men kan även gå som ersättning Umeå–Luleå vid behov. En av enheterna genomgick renovering i Motala 2016.